# Dauntalweiher
Der Dauntalweiher, auch Daunweiher genannt, ist ein kleiner See bei Buchen (Odenwald) im baden-württembergischen Neckar-Odenwald-Kreis.

## Lage und Beschreibung
Der See liegt naturräumlich im Grenzbereich des Unterraums Buchener Platte des Baulandes zum Unterraum Vorland des Hinteren Odenwaldes des Sandsteinodenwaldes. Er liegt etwa 0,6 km nordwestlich der Hollerstocksiedlung des Buchener Stadtteils Hettingen und etwa 1,6 km südwestlich der Ortsmitte des Dorfes Hettingen selbst auf 367,9 m ü. NHN im Gewann Daunwiesen. Diese sind ein Teil der oberen Talmulde des west- bis nordwärts fließenden Daunbächles, des ersten linken Zuflusses der Morre. Am Hang südlich des Sees erstreckt sich eine ehemalige Deponie den linken Hang herab, im Nordosten reicht der Hangwald Turmerhölzle fast bis ans rechte Ufer. Die mesozoische Schichthöhe des Sees ist die des Unteren Muschelkalks, in den der Bach um sich herum ein Schwemmsedimentband eingelagert hat, in dessen Grenzen sich der kleine See befindet.

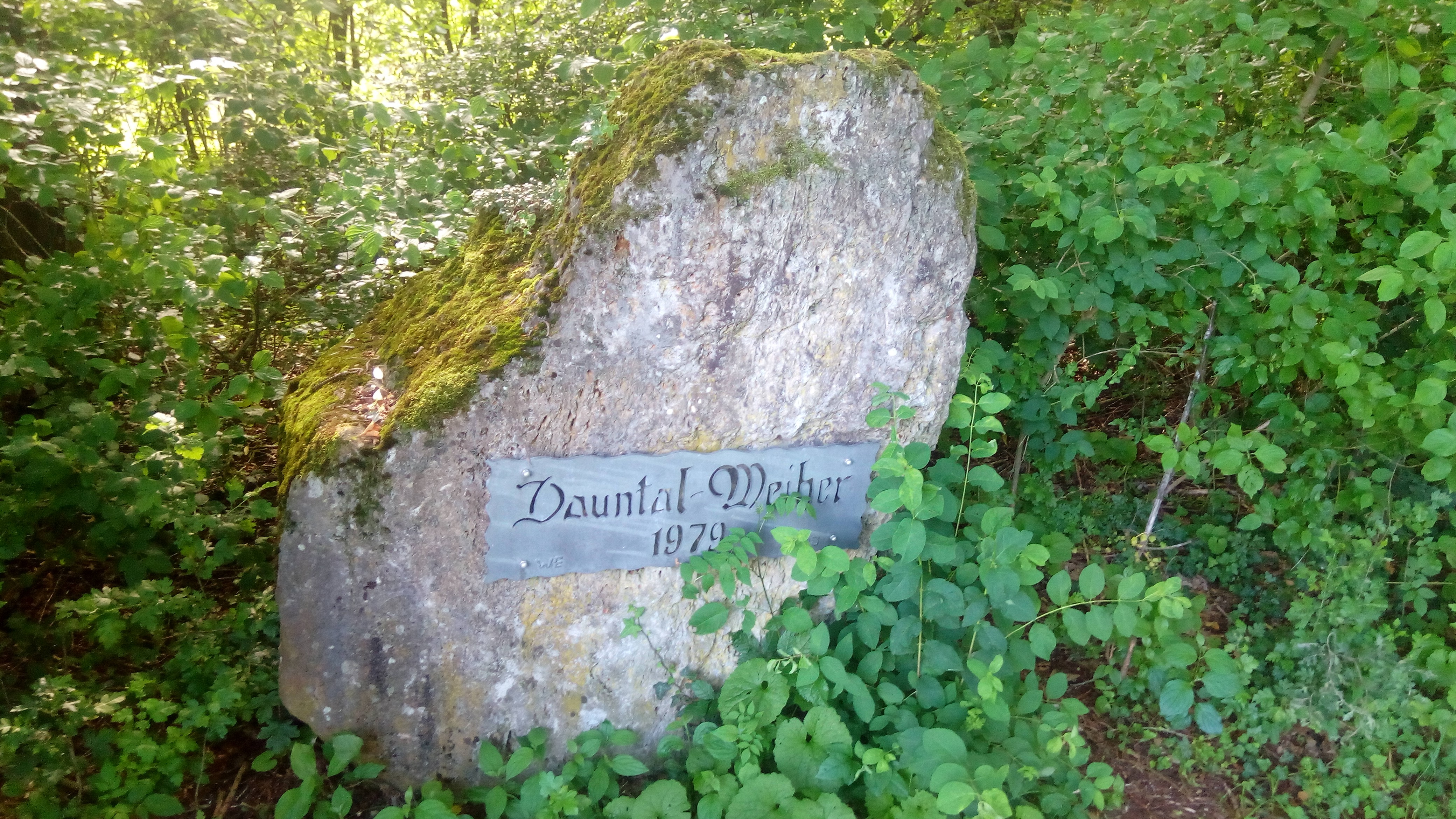
Gedenkstein am Ufer zur Anlage des Sees

Der See ist 0,4 ha groß, etwa 100 Meter lang, bis zu 50 Meter breit, hat eine etwa elliptische Kontur und eine kleine rundliche Insel etwa in der Mitte. Er wird vom Daunbächle durchflossen, der bis dorthin ein etwa 1,4 km² großes Einzugsgebiet angesammelt hat. Um den See herum stehen fast geschlossen Bäume und Hecken, die zumindest teilweise angepflanzt wurden.
Das Messtischblatt von 1880 zeigt den See noch nicht. Ausweislich eines Denkmals nahe am östlichen Ufer wurde er vielmehr erst im Jahre 1979 angelegt.
Der See liegt nahe an dessen Ostgrenze im Naturpark Neckartal-Odenwald.

### LUBW
Amtliche Online-Gewässerkarte mit passendem Ausschnitt und den hier benutzten Layern: Dauntalweiher und Umgebung

Allgemeiner Einstieg ohne Voreinstellungen und Layer: Daten- und Kartendienst der Landesanstalt für Umwelt Baden-Württemberg (LUBW) (Hinweise)
1. ↑  Höhe nach grauer Beschriftung auf dem Hintergrundlayer Topographische Karte.
2. ↑  Seefläche nach dem Layer Stehende Gewässer.
3. 1 2  Dimensionen abgemessen auf dem Hintergrundlayer Topographische Karte.
4. ↑  Einzugsgebiet abgemessen auf dem Hintergrundlayer Topographische Karte.
5. 1 2  Schutzgebiete nach den einschlägigen Layern, Natur teilweise nach dem Layer Biotop.

### Andere Belege
1. ↑  Horst Mensching, Günter Wagner: Geographische Landesaufnahme: Die naturräumlichen Einheiten auf Blatt 152 Würzburg. Bundesanstalt für Landeskunde, Bad Godesberg 1963. → Online-Karte (PDF; 5,3 MB)
2. ↑  Geologie nach den Layern zu Geologische Karte 1:50.000 auf: Mapserver des Landesamtes für Geologie, Rohstoffe und Bergbau (LGRB) (Hinweise)
3. ↑  Meßtischblatt 6422 Walldürn von 1880 in der Deutschen Fotothek